# 小沈陽
小 沈陽（シャオ・シェンヤン、ピンイン：Xiǎoshĕnyáng、1981年5月7日－）は、中華人民共和国遼寧省出身のコメディアンである。
本名は沈 鶴。中国遼寧省鉄嶺市開原市生まれ、東北地方の地方芸能である二人転と小品の俳優で、趙本山の弟子。妻は沈春陽。洋洋という名前の娘が一人いる。
2009年、旧正月に行われる中国CCTVの年越し番組『春節聯歓晩会』にて不差銭(お金の問題ではない)という小品（コント）を演じ、一躍有名になった。

## 主な作品

### テレビドラマ
- 郷村愛情 第2部 (2005) - 王天来 役
- 関東大先生 (2009) - 小奉天 役

### 映画
- 女と銃と荒野の麺屋 (2009) - リー 役
- グランド・マスター (2013)
- 唐人街探偵 THE BEGINNING (2015)
- 西遊記 孫悟空vs白骨夫人 (2016) - 猪八戒 役
- ウーマン・イン・レッド 〜スキャンダルな夫〜 (2016) ※2017東京／沖縄・中国映画週間で上映
- 西遊記 女人国の戦い (2016) - 猪八戒 役
- 熱烈 (2023)
- ライド・オン (2023)